# Tony Leblanc
Ignacio Fernández Sánchez (Madrid, 7 de maig de 1922 - Villaviciosa de Odón, 24 de novembre de 2012), més conegut com a Tony Leblanc, fou un actor, director i humorista espanyol.

## Filmografia

### Cinema
Com a actor
| - Los últimos de Filipinas (1945) - Por el gran premio (1947) - Barrio (1947) - Fuenteovejuna (1947) - Dos cuentos para dos (1947) - Alhucemas (1948) - La próxima vez que vivamos (1948) - La cigarra (1948) - La fiesta sigue (1948) - Currito de la Cruz (1949) - ¡Fuego! (1949) - La revoltosa (1949) - 39 cartas de amor (1950) - Servicio en la mar (1951) - La danza del corazón (1952) - Segundo López, aventurero urbano (1953) - El pescador de coplas (1954) - Historias de la radio (1955) - Hospital de urgencia (1956) - Manolo guardia urbano (1956) - Un abrigo a cuadros (1957) - Faustina (1957) - Los ángeles del volante (1957) - Muchachas de azul (1957) - El tigre de Chamberí (1957) - Historias de Madrid (1958) - Las chicas de la Cruz Roja (1958) - Entierro de un funcionario en primavera (1958) - Secretaria para todo (1958) - Luna de verano (1959) - Parque de Madrid (1959) - El día de los enamorados (1959) - Los tramposos (1959) - Vida sin risas (1959) - Y después del cuplé (1959) | - Juicio final (1960) - La fiel infantería (1960) - El hombre que perdió el tren (1960 - Días de feria (1960) - Amor bajo cero (1960) - Don Lucio y el hermano pío (1960) - 091 Policía al habla (1960) - Los económicamente débiles (1960) - Mi noche de bodas (1961) - Julia y el celacanto (1961) - Fantasmas en la casa (1961) - El pobre García (1961) - Tres de la Cruz Roja (1961) - Los pedigüeños (1961) - Las estrellas (1962) - Sabían demasiado (1962) - Una isla con tomate (1962) - Torrejón City (1962) - Historias de la televisión (1965) - Hoy como ayer (1966) - Los subdesarrollados (1968) - Los que tocan el piano (1968) - La dinamita está servida (1968) - Una vez al año ser hippy no hace daño (1969) - El hombre que se quiso matar (1970) - El dinero tiene miedo (1970) - El astronauta (1970) - El sobre verde (1971) - La casa de los Martínez (1971) - Ligue Story (1972) - Celos, amor y Mercado Común (1973) - Tres suecas para tres Rodríguez (1975) - Torrente, el brazo tonto de la ley (1998) - Torrente 2: Misión en Marbella (2001) - Torrente 3: El protector (2005) - Torrente 4: lethal crisis (2011) |

Com a guionista i director
- El pobre García (1961)
- Los pedigüeños (1961)
- Una isla con tomate (1962)

### Televisió
- Escuela de maridos (1964)
- El que dice ser y llamarse (1965)
- En órbita (1967)
- Estudio 1 (1972)
- La gran ocasión (1975, 1974)
- Cuéntame cómo pasó (2001-2008)

## Premis
| Any  | Premi                                         | Categoria                      | Títol                              | Resultat  |
| ---- | --------------------------------------------- | ------------------------------ | ---------------------------------- | --------- |
| 1960 | Sindicat Nacional d'espectacle, Espanya       | Don Lucio y el hermano pío     | Millor actor                       | Guanyador |
| 1994 | Premis Goya                                   | Goya d'Honor                   |                                    | Guanyador |
| 1999 | Premis Goya                                   | Goya al millor actor secundari | Torrente, el brazo tonto de la ley | Guanyador |
| 2004 | Unió d'Actors (Espanya)                       | Millor actor                   | Cuéntame                           | Guanyador |
| 2011 | Cercle d'Escriptors Cinematogràfics (Espanya) |                                |                                    | Guanyador |

Altres premis
- (1980): Medalla al Mèrit en el Treball
- Medalla d'Or del Cercle de Belles Arts
- II Premi Nacional de Teatre "Pepe Isbert" (concedit pels Amics dels Teatres d'Espanya)
- Va ser President d'honor dels Amics dels Teatres d'Espanya (AMITE)
- (2010) Medalla d'Or d'AMITE
- (2011) Estrella en el Passeig de la Fama de Madrid
- (2012) Cavaller Gran Creu de l'Ordre del Dos de Maig[3]